# 2009 en Russie
Chronologie de l'Europe
2007 en Russie - 2008 en Russie - 2009 en Russie - 2010 en Russie - 2011 en Russie
2007 dans le Caucase - 2008 dans le Caucase - 2009 dans le Caucase - 2010 dans le Caucase - 2011 dans le Caucase
2007 par pays en Europe - 2008 par pays en Europe - 2009 par pays en Europe - 2010 par pays en Europe - 2011 par pays en Europe
2007 en Europe - 2008 en Europe - 2009 en Europe - 2010 en Europe - 2019 en Europe
Cet article présente les faits importants qui se sont produits en Russie en 2009.

## Chronologie

### Janvier 2009
- Jeudi 1er janvier 2009, conflit gazier : Le contrat d'approvisionnement de l'Ukraine en gaz russe ayant expiré, sans qu'un nouvel accord tarifaire ait été trouvé, Gazprom indique avoir coupé les robinets alimentant les pipelines vers l'Ukraine mais les aurait augmentées en direction d'autres pays d'Europe afin de rassurer ses clients, qui craignent des perturbations dans l'approvisionnement. Le PDG de Gazprom, Alexeï Miller, annonce que l'Ukraine ayant refusé le compromis de 250 dollars proposé la veille, devra désormais payer le prix normal de 418 dollars pour 1 000 m3 de gaz liquide.

- Samedi 3 janvier 2009, conflit gazier : Gazprom accuse l'Ukraine de voler du gaz : « Si l'on fait le total du gaz ponctionné sur le pipeline pour l'exportation et celui pris dans des stockages souterrains, le total du gaz pris par Naftogaz dépasse 35 millions de m3 par jour […] Tout le gaz qui a été pris illégalement devra être payé [soit] 600 millions de dollars ». L'entreprise annonce son intention de déposer plainte auprès du tribunal international d'arbitrage de Stockholm pour « obliger Naftogaz à assurer un transit sans entrave du gaz russe vers l'Europe à travers le territoire de l'Ukraine »[1].

- Dimanche 4 janvier 2009 : 
  - Conflit gazier : La Russie a appelé l'Union européenne à surveiller le transit de gaz russe à travers l'Ukraine : « Étant donné que les observateurs engagés par Gazprom n'ont pas accès aux systèmes de pression des stations de pompage en Ukraine, nous avons envoyé à la Commission européenne une lettre pour lui proposer de surveiller le transit des volumes de gaz à travers l'Ukraine ». La compagnie russe accuse l'Ukraine d'avoir volé du gaz russe — 25 millions de mètres cubes au cours des dernières 24 heures — transitant par les réseaux ukrainiens et destiné aux consommateurs de l'UE.
  - Décès de l'ancien espion soviétique, Anatoli Gourevitch (96 ans) à Saint-Pétersbourg. Il fut membre du réseau soviétique d'espionnage « l'Orchestre rouge » qui a opéré au cours de la Deuxième Guerre mondiale en France, en Allemagne, en Belgique et en Suisse. Après la guerre il fut envoyé par Staline en camp de travail où il est resté 25 ans[2].

- Mardi 6 janvier 2009, conflit gazier : Gazprom réduit drastiquement ses livraisons de gaz destiné aux consommateurs européens et transitant par l'Ukraine ce qui devrait provoquer « d'ici quelques heures » des perturbations importantes dans l'approvisionnement de l'Europe. Le vice-président Alexander Medvedev rejette l'entière responsabilité du conflit sur la partie ukrainienne qu'il considère comme « complètement responsable de tout ce qui arrive […] Nous de notre côté, nous avons tout fait pour qu'on en n'arrive pas à une telle situation […] Les Ukrainiens doivent remplir les devoirs liés à leur qualité de pays de transit ».

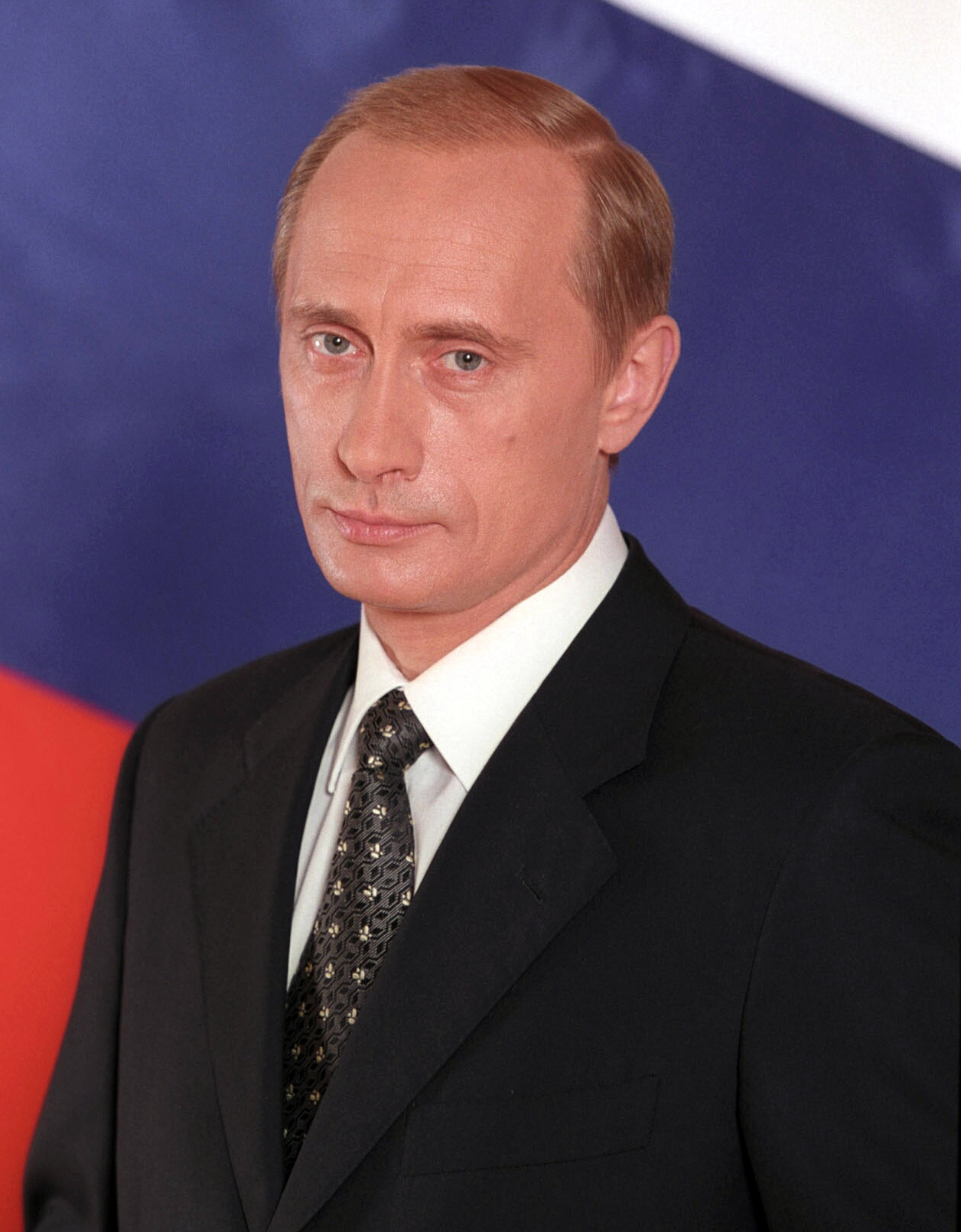
Vladimir Poutine
(octobre 2008)

- Mercredi 7 janvier 2009, conflit gazier : Le premier ministre, Vladimir Poutine, ordonne au géant gazier Gazprom de cesser toutes les livraisons de gaz naturel transitant par l'Ukraine. Le président russe, Dmitri Medvedev, déclare que la Russie reprendra les livraisons de gaz seulement si l'Ukraine paye le prix du marché et que des observateurs européens et des avocats internationaux soient impliqués dans le processus[3].

- Vendredi 9 janvier 2009 : 
  - Un hélicoptère MI-8 de la compagnie aérienne russe Gazpromavia avec 10 personnes à bord — sept passagers et trois membres d'équipage — est porté disparu une heure après son décollage à 06H00 GMT de Biisk (Altaï), une république de la Sibérie occidentale.

- Samedi 10 janvier 2009 : 
  - Selon le service fédéral des statistiques Rosstat, la hausse des prix s'est élevée à 13,3 % sur l'ensemble de l'année 2008, contre 11,9 % en 2007, un chiffre bien plus élevé que les 8,5 % espérés en début d'année par le gouvernement russe. Le ministre des Finances Alexeï Koudrine estime que l'inflation devrait s'établir entre 11 et 15 % pour 2009.
  - Conflit gazier :  Le premier ministre tchèque, Mirek Topolanek, dont le pays préside l'Union européenne, a rencontré à Moscou le premier ministre Vladimir Poutine qui lui a assuré que les livraisons de gaz reprendront dès que les observateurs seront déployés, mais a prévenu qu'elles seront à nouveau suspendues si des « vols » sont constatés. L'accord est signé, côté russe, par le vice-premier ministre Igor Setchine et par le patron du groupe Gazprom, Alexeï Miller, et côté européen par le ministre tchèque de l'industrie, Martin Říman[4].

- Dimanche 11 janvier 2009 : 
  - Conflit gazier : 
    - Gazprom affirme n'avoir toujours pas reçu de copie de l'accord de surveillance du transit gazier signé dans la nuit par l'Ukraine et qui doit ouvrir la voie à la reprise des exportations de gaz russe vers l'Europe : « Gazprom n'a pas encore reçu de version, même faxée, du document signé dans la nuit à Kiev. Nous partons du principe que l'ordre de mission de surveillance doit être signé dans les mêmes termes que ceux signés par la partie russe et paraphée par la République tchèque ». La Commission européenne affirme que l'accord sur la surveillance du transit gazier entre la Russie et l'Ukraine avait été transmis à toutes les parties, contredisant ainsi Gazprom, et estime qu'il n'y a plus « aucune raison » de retarder encore la reprise des livraisons.
    - Le premier ministre Vladimir Poutine estime que l'arrêt des livraisons de gaz russe via l'Ukraine à l'Europe a causé une perte d'environ 800 millions de dollars au géant gazier russe Gazprom.
    - Gazprom déclare qu'elle n'appliquerait pas le protocole signé car l'Ukraine a procédé à des ajouts manuscrits, ceux-ci stipulant que l'Ukraine n'a plus de dette envers Gazprom et n'a jamais volé le gaz destiné aux Européens.

- Lundi 12 janvier 2009, conflit gazier : Gazprom déclare avoir reçu de la partie ukrainienne un nouveau protocole signé cette fois sans ajout. L'Union européenne estime qu'il y a une absence évidente de bonne volonté des deux protagonistes et qu'elle est contrainte d'arbitrer une « dispute de cour d'école »[5].

- Mardi 13 janvier 2009 : 
  - Conflit gazier : 
    - Les livraisons de gaz vers l'Europe via l'Ukraine ont repris peu après 7H00 GMT à partir de la station gazière de Soudja près de la frontière ukrainienne. Gazprom devrait pomper 76,6 millions de m3 par jour, une quantité d'essai représentant à peine un quart des quelque 300 millions de m3 quotidiens que l'Europe recevait avant le début du conflit gazier russo-ukrainien. Mais Gazprom a prévenu les Européens que si Kiev procédait à la moindre ponction sur le gaz qui leur est destiné, les robinets de transit seraient fermés proportionnellement à la quantité siphonnée.
    - Quelques heures après avoir annoncé la réouverture partielle des vannes approvisionnant l'Europe en gaz, Moscou annonce que tout était remis en cause par l'Ukraine, qui en a interrompu le transit. Le problème apparu porte sur la fourniture d'un volume de « gaz technique » nécessaire afin de disposer d'une pression suffisante dans les gazoducs pour l'acheminement du gaz russe vers l'Europe. La Russie estime qu'il appartient à l'Ukraine de le fournir, dans le cadre des accords de transit bilatéraux, ce que conteste Kiev. L'Union européenne refuse en l'état de se mêler de ce contentieux. La Commission européenne a indiqué que les experts chargés de vérifier le transit du gaz n'avaient pu avoir pleinement accès au centre de distribution de Gazprom à Moscou et à celui de Naftogaz à Kiev.
    - Le président du Conseil d'Italie, Silvio Berlusconi, proche de Vladimir Poutine, déclare qu'il ne pouvait que « comprendre les raisons de Gazprom », le géant gazier russe, dans la crise du gaz qui oppose Moscou à Kiev.

- Mercredi 14 janvier 2009, conflit gazier : Le vice-président de Gazprom, Alexandre Medvedev, annonce un nouvel arrêt du transit du gaz russe à destination de l'Europe via l'Ukraine quelques heures à peine après l'annonce de la reprise des livraisons : « Dans la matinée, Gazprom a commencé à réaliser le plan de rétablissement des livraisons de gaz à l'Europe. L'Ukraine a bloqué toutes nos actions en vue du transit du gaz vers l'Europe », ce qu'a reconnu la société ukrainienne Naftogaz expliquant sa position par le fait que Gazprom avait posé des « conditions de transit inacceptables ».

- Jeudi 15 janvier 2009 : 
  - La Cour européenne des droits de l'homme condamne la Russie pour la disparition de deux Tchétchènes, l'un arrêté par des soldats et l'autre enlevé par des hommes armés. Vakha Khavazhovich Abdurzakov, né en 1981, n'a plus été vu depuis le 25 octobre 2002, à la suite de son arrestation à son domicile en pleine nuit par des hommes armés en uniforme. Adam Medov, né en 1980, a été enlevé dans la nuit du 16 juin 2004 par un groupe d'hommes armés qui se sont eux-mêmes identifiés comme faisant partie des forces de sécurité russes.
  - Un fort séisme, de magnitude 7,3 est survenu à l'est des Kouriles, un archipel de l'océan Pacifique au centre d'un conflit territorial entre la Russie et le Japon.

- Samedi 17 janvier 2009 : 
  - Conflit gazier : 
    - Le premier ministre Vladimir Poutine, en déplacement à Dresde (est de l'Allemagne), estime que la Russie et l'Ukraine devraient « trouver un accord » dans le conflit qui les oppose sur le gaz, concédant que le conflit avait d'importantes retombées négatives en termes d'image pour la Russie et réaffirme que l'Ukraine était le responsable dans cette affaire : « Les dégâts sont importants mais nous n'avons pas le choix. Chaque année nous commençons (les négociations) en janvier. Et quel résultat obtenons-nous ? Dans les faits, nos partenaires évitent toute l'année d'avoir de vraies discussions. Et à la fin de l'année, on a une crise de nerfs qui finalement revient à un chantage classique ».
    - Gazprom accuse Naftogaz de toujours empêcher le passage du gaz russe par l'Ukraine depuis cinq jours. Il confirme avoir adressé à nouveau « une requête en vue de faire transiter 99,2 millions de m3 de gaz par jour à partir de 10H00 (07H00 GMT) » à travers la station de contrôle de Soudja, mais affirme avoir « à nouveau essuyé un refus ».
    - Une conférence a réuni aujourd'hui responsables russes, ukrainiens et européens au Kremlin, mais s'est achevée sans qu'aucun accord ne soit trouvé sur la reprise des livraisons de gaz naturel russe à l'Europe via l'Ukraine. L'Union européenne menace de revoir ses relations avec la Russie et l'Ukraine si la crise n'est pas résolue ce week-end.

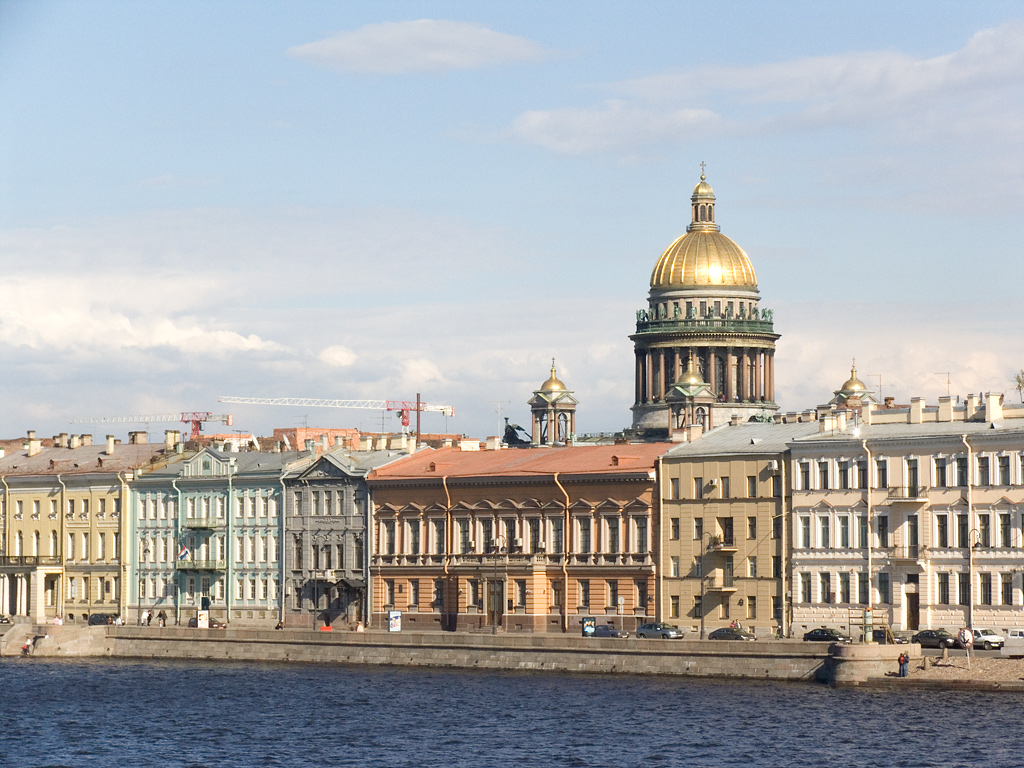
Saint-Pétersbourg

- - Un tableau peint par Vladimir Poutine, « la première et probablement la dernière de ce peintre », a été vendu aux enchères à Saint-Pétersbourg pour la somme de 37 millions de roubles (860 000 euros) à une propriétaire de galerie locale. Cette œuvre baptisée Ouzor (broderie) figurait parmi les 28 lots d'une vente de bienfaisance, elle représente une fenêtre de la maison d'un village, décorée par une serviette nationale ukrainienne dite « rouchnik », avec une broderie. À l'origine de cette action de bienfaisance, une opération baptisée « L'Alphabet », consacrée à l'écrivain russe Nikolaï Gogol (1809-1852) et à sa nouvelle « La nuit à la veille de Noël »[6].

- Dimanche 18 janvier 2009 : 

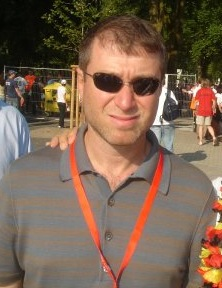
Roman Abramovitch
(juillet 2006)

  - Selon le magazine spécialisé britannique FourFourTwo, le milliardaire russe Roman Abramovitch aurait perdu 3 milliards de livres (3,3 milliards d'euros) en raison de la crise, sur une fortune auparavant estimée à dix milliards de livres (11 milliards d'euros). Dernièrement, il aurait tenté sans succès de vendre son club de football anglais Chelsea à des investisseurs de pays du Golfe.
  - Le premier ministre Vladimir Poutine assure que le transit de gaz russe vers l'Europe via l'Ukraine, interrompu depuis 10 jours, devrait reprendre « sous peu », après l'accord conclu avec son homologue ukrainienne Ioulia Tymochenko, prévoyant que la Russie vendra à l'avenir son gaz à l'Ukraine « à un prix basé sur la formule européenne, mais avec un rabais de 20 % pour l'année 2009, à condition que les prix du transit demeurent au niveau fixé pour 2008 ».

- Lundi 19 janvier 2009 : 
  - Conflit gazier :
    - Alexeï Miller, président de Gazprom et Oleg Doubina, président de Naftogaz, ont signé à Moscou les nouveaux contrats sur les livraisons de gaz à l'Ukraine et sur le transit vers l'Europe sur dix ans, en présence des premiers ministres Vladimir Poutine et Ioulia Tymochenko. L'accord prévoit que la Russie vendra à l'avenir son gaz à l'Ukraine « à un prix basé sur la formule européenne, mais avec un rabais de 20 % pour l'année 2009, à condition que les prix du transit demeurent au niveau fixé pour 2008 ».
    - Le premier ministre Vladimir Poutine déclare que Gazprom a reçu l'ordre de reprendre les livraisons de gaz à l'Europe via l'Ukraine et espère que le transit de gaz russe vers l'Europe reprendrait « prochainement » et pense que le transit du gaz russe par l'Ukraine n'a plus besoin d'être contrôlé par des observateurs internationaux.

  - La ministre grecque des Affaires étrangères Dora Bakoyannis, dont le pays assure cette année la présidence tournante de l'Organisation pour la sécurité et la coopération en Europe, déclare entamer cette semaine à Moscou des discussions avec son homologue Sergueï Lavrov sur une nouvelle mission pour maintenir des représentants de l'OSCE dans toute la Géorgie et en Ossétie du Sud. L'organisation avait annoncé en décembre qu'elle retirerait sa mission de Géorgie à partir du 1er janvier après l'opposition de la Russie à la prolongation de son mandat au-delà du 31 décembre, mais Moscou avait indiqué être prêt à discuter d'une nouvelle mission de l'OSCE en Géorgie qui tiendrait compte de l'indépendance de l'Ossétie du Sud, reconnue par Moscou.
  - Un avocat russe, Stanislav Markelov, spécialiste des crimes commis en Tchétchénie est abattu lundi à Moscou. La journaliste stagiaire de 25 ans, Anastassia Babourova, qui l'accompagnait et qui tentait d'intervenir est aussi morte de ses « blessures par balle à la tête » une heure plus tard. Ces meurtres s'ajoutent à la liste des crimes ayant visé ceux qui ont dénoncé les exactions commises en Tchétchénie[7],[8].
  - Le ministre des Sports et président de la Fédération russe de football, Vitaly Mutko annonce que la Russie va se porter candidate à l'organisation de la Coupe du monde de football de 2018.

- Mercredi 21 janvier 2009 : Selon le quotidien Izvestia, le directeur de la nouvelle agence nationale de la régulation du commerce de l'alcool, Rosalkogol, Igor Chouïan, qui est aussi l'ancien dirigeant de l'entreprise d'État qui contrôle les distilleries, souhaite une réduction des taxes sur le litre de vodka pure à 100 roubles (2,35 euros) contre 190,8 roubles (4,49 euros) actuellement. La baisse des taxes permettrait de lutter contre le commerce de vodka frelatée de contrebande qui concerne une bouteille dur trois consommée en Russie et à l'origine de plusieurs dizaines de décès chaque année.

- Samedi 24 janvier 2009,  Ingouchie : Deux rebelles sont tués lors d'une « opération spéciale ». Les deux hommes ont résisté aux injonctions des forces de l'ordre qui ont riposté et les ont abattus. Des attentats visant des militaires et des policiers se produisent régulièrement en Ingouchie où les affrontements entre forces de l'ordre et rebelles pro-tchétchènes sont fréquents.

- Lundi 26 janvier 2009 :
  - Le président Dmitri Medvedev nomme Alexandre Golovine comme « représentant spécial pour la délimitation et la démarcation de la frontière de la fédération de Russie avec les États voisins », notamment avec l'Abkhazie et l'Ossétie du Sud, les deux républiques séparatistes géorgiennes.
  - Un responsable de l'état-major de la marine russe annonce que la Russie allait créer dans les années à venir un port pour le mouillage de navires de la flotte russe de la mer Noire dans le port abkhaze d'Otchamtchira. Les travaux d'approfondissement devraient débuter dès cette année.

- Mardi 27 janvier 2009 : 

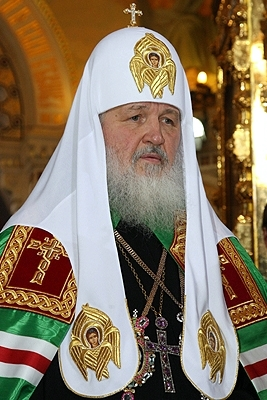
Le patriarche Cyrille.
(février 2009)

  - Le concile de l'église orthodoxe russe fait le choix de Cyrille (Goundiaïev) (62 ans), métropolite de Smolensk et de Kaliningrad, comme nouveau patriarche, dans l'immense cathédrale neuve du Christ-Sauveur de Moscou, à deux pas du Kremlin, reconstruite, à l'identique pour l'an 2000, après avoir été rasée par Staline. Il est désormais 16e patriarche orthodoxe de Moscou et de toutes les Russies succédant à Alexis II mort en décembre 2008.  C'est la première élection d'un patriarche orthodoxe russe depuis la fin du communisme[9].
  - Publication du taux de chômage s'établissant à 7,7 % fin décembre 2008 contre 7 % fin novembre, soit une hausse de 511 000 chercheurs d'emplois à 5,8 millions dont 1,3 million perçoivent des indemnités. Fin 2008, la population active était de 75,8 millions de personnes, soit 53 % de la population russe.

- Mercredi 28 janvier 2009 : 
  - La Russie annonce la suspension de son projet de déploiement de missiles Iskander dans la région de Kaliningrad, en raison d'un changement dans l'attitude de la nouvelle administration américaine qui « n'accélère pas le programme de déploiement » de son bouclier antimissile en Pologne et en République tchèque. Le président russe, Dmitri Medvedev, avait déclaré le 5 novembre, que la Russie allait déployer des missiles dans la région dans l'enclave russe de Kaliningrad, intégrée géographiquement dans l'Union européenne, afin de « neutraliser » les éléments du bouclier antimissile américain devant être installés en Europe.
  - Le rouble baisse fortement face au dollar et à l'euro, après la décision prise la semaine dernière par la Banque centrale de Russie de laisser la monnaie se dévaluer face au panier composé à 55 % de dollars et à 45 % d'euros qui lui sert de référence. En un peu plus de deux mois la monnaie russe a perdu environ un quart de sa valeur et 10 % en une semaine.
  - Le premier ministre Vladimir Poutine propose au Forum économique de Davos la création d'un traité sur l'énergie qui serait comparable à la Communauté européenne du charbon et de l'acier : « Je propose d'établir un nouveau cadre légal international pour la sécurité énergétique […] La mise en œuvre de notre initiative pourrait jouer un rôle politique comparable au traité qui a établi la Communauté européenne du Charbon et de l'Acier […] Cela signifierait que les consommateurs et les producteurs seraient enfin liés par un vrai partenariat énergétique basé sur des fondations légales claires ». Les relations de la Russie avec l'Europe se sont nettement dégradées en raison de ce conflit qui a privé les pays européens de gaz pendant deux semaines. Le premier ministre a par ailleurs promis de « diversifier » les routes de transit des hydrocarbures dont il est un des premiers exportateurs mondiaux : « Nous avons l'intention de construire des infrastructures de transport dans toutes les directions ».

- Vendredi 30 janvier 2009 : 

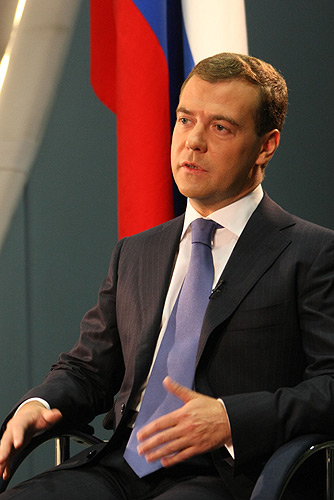
Dmitri Medvedev
(septembre 2008)

  - Lors d'une interview à la télévision bulgare, le président Dmitri Medvedev a appelé à accélérer la construction des gazoducs South Stream et North Stream afin de diversifier les trajets de livraison de gaz russe à l'Europe : « Il faut accélérer [la construction] des nouvelles voies énergétiques - le projet South Stream et le projet North Stream. Si nous pouvons diversifier les livraisons, l'Europe dépendra beaucoup moins des états d'âme du régime politique dans un État ou un autre […] Il faut s'efforcer de créer un régime juridique international de contrôle ».
  - Le service des migrations annonce son intention d'utiliser des drones pour surveiller les migrants illégaux et « obtenir des informations sur des endroits où des citoyens étrangers pourraient se rendre et habiter ». Le directeur de la compagnie russe qui a construit le drone a expliqué que ces appareils avaient déjà été utilisés en test dans les régions frontalières « de la mer Caspienne à Kaliningrad ».

- Samedi 31 janvier 2009 : 
  - Le chef du parti national-bolchévique, Edouard Limonov, a été brutalement interpellé à Moscou avec des dizaines d'autres personnes, au moment où il tentait d'organiser, près de la statue du poète soviétique Vladimir Maïakovski, une manifestation non autorisée pour réclamer la démission du premier ministre russe Vladimir Poutine.
  - L'incendie d'une maison de retraite dans la république de Komi cause la mort de 23 personnes.

### Février 2009
- Dimanche 1er février 2009 : le patriarche de Moscou et de toutes les Russies Cyrille est intronisé dans la cathédrale du Christ-Sauveur en présence du président Dmitri Medvedev et du premier ministre Vladimir Poutine et de quatre mille invités. Il prend la tête d'une Église orthodoxe en plein essor depuis la fin du régime soviétique.

- Mardi 3 février 2009 : 
  - le produit intérieur brut de la Russie a augmenté de 5,6 % en 2008 par rapport à l'année précédente, il avait augmenté de 8,1 % en 2007.
  - Un hélicoptère Mil Mi-24 de l'armée russe s'est écrasé près de l'aérodrome de Pougatchev dans la région de Saratov (Volga, sud-ouest), et s'est enflammé. Les trois membres d'équipage ont été tués.
  - Deux Russes sont arrêtés à Saint-Pétersbourg pour meurtre d'une jeune fille de seize ans et cannibalisme. Dans la nuit de 19 au 20 janvier, ils l'ont noyée, puis découpée en morceaux avant d'en manger certains.

- Mercredi 4 février 2009 : le président biélorusse Alexandre Loukachenko annonce que la Russie et quatre autres pays de l'ex-URSS (Biélorussie, Kazakhstan, Kirghizstan et Tadjikistan) ont décidé à Moscou de créer un fonds commun de dix milliards de dollars pour lutter contre les conséquences de la crise économique. Le même jour, les présidents de la Russie, de la Biélorussie, du Kazakhstan, et du Tadjikistan auxquels se joignent ceux de l'Ouzbékistan et l'Arménie décident de créer des « forces armées collectives » afin de répondre à d'éventuelles menaces extérieures.

- Jeudi 5 février 2009 : 
  - la compagnie Gazprom Space Systems, filiale du géant gazier russe, signe avec Thales Alenia Space, un contrat pour la fabrication de deux satellites de communication de type Iamal-400. Thales Alenia Space est chargée de l'élaboration du projet, de la création, des essais et de la livraison des satellites de nouvelle génération Iamal-401 et Iamal-402, ainsi que de l'équipement du centre de contrôle terrestre. Selon Gazprom Space Systems, les satellites Iamal-400 sont indispensables notamment pour l'entrée de Gazprom dans de nouvelles régions stratégiques pour l'extraction du gaz. Les deux satellites, qui doivent être lancés en 2011, fourniront des services de télécommunications dans les régions où Gazprom a des projets d'exploration et d'exploitation des gisements gaziers, dont sur la presqu'île Iamal, en Sibérie Orientale, en Extrême Orient, en Europe et en Afrique.
  - Manifestation sporadique d'une trentaine de manifestants de deux mouvements d'extrême gauche, le Front de gauche et l'Avant-garde de la jeunesse, réunis sur la place Rouge pour réclamer la démission du gouvernement de Vladimir Poutine et des réformes économiques. Ils sont immédiatement dispersés et neuf d'entre eux sont arrêtés.

- Vendredi 6 février 2009 : le président de la Commission européenne, Jose Manuel Barroso, en visite à Moscou, rencontre le président Dimitri Medvedev et le premier ministre, Vladimir Poutine, pour des entretiens destinés à améliorer les relations entre la Russie et l'Union européenne. L'évocation de la question des droits de l'homme avec le président Medvedev a visiblement irrité Vladimir Poutine : « Je viens d'apprendre que M. Barroso s'est entretenu avec le président Medvedev de l'établissement d'un état de droit […] M. Barroso a abordé cette question au Kremlin mais en parle ici, lors d'une conférence de presse dont est absent M. Medvedev, qui ne peut rien dire sur ce sujet […] Nous pensons qu'il faut discuter de l'ensemble des problèmes, à la fois en Russie et dans les pays de l'Union européenne », affirmant que les droits des migrants, prisonniers et citoyens d'origine russe n'étaient pas respectés dans certains pays de l'Union européenne[10].

- Jeudi 12 février 2009 :

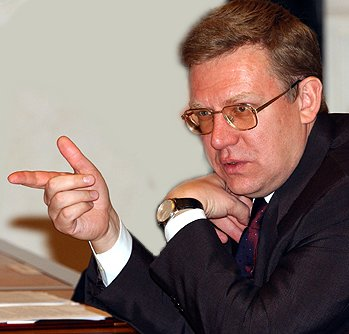
Alexeï Koudrine
(movembre 2003).

  - le président Dmitri Medvedev, dénonce la lenteur actuelle du processus d'informatisation dans les services administratifs en Russie et annonce un plan d'action pour informatiser le pays. Un Conseil du développement de la société informatisée en Russie a été créé en novembre 2008. Il s'agit en priorité de former des professeurs, d'informatiser les dossiers médicaux et les archives de musées et de bibliothèques nationales, déplorant que « le retard que prend la Russie par rapport aux pays leaders ne diminue pas, mais augmente au contraire », les administrations continuent à « gaspiller tous les mois des tonnes de papier » pour leur documentation et « utilisent leurs ordinateurs comme si c'étaient des machines à écrire ».
  - Le parquet russe accuse le vice-ministre des Finances, Sergueï Stortchak, de « vol à grande échelle » au terme d'une enquête interprétée par les médias comme une attaque visant l'aile libéral du gouvernement menée par le ministre des Finances Alexeï Koudrine. Selon le parquet : « Les enquêteurs ont établi que le vice-ministre des Finances Sergueï Stortchak et l'ancien vice-ministre des Finances Vadim Volkov qui avait travaillé à ce poste entre 1999 et 2004 avaient organisé le vol de fonds publics à grande échelle ». Il est soupçonné d'avoir détourné quelque 30 millions d'euros de fonds publics et avait été remis en liberté sous contrôle judiciaire en octobre 2008, après 11 mois de détention provisoire[11].
  -  Ingouchie : quatre policiers et cinq rebelles sont tués lors de combats à Nazran, la principale ville de l'Ingouchie. Quatre autres policiers ont été blessés, les rebelles s'étaient retranchés dans un bâtiment résidentiel.

- Vendredi 13 février 2009 : l'usine Rechetnikov spécialisée dans la fabrication des satellites annonce que la Russie prévoit de lancer en 2009 seize satellites de télécommunication, de navigation et de géodésie, contre onze en 2008 et sept en 2007 pour suivre les besoins des entreprises spatiales du pays, malgré les conditions financières dans le monde et en Russie.

- Samedi 14 février 2009 : neuf personnes sont mortes dans l'incendie d'un appartement d'un immeuble du village de Molodezhny (région d'Astrakhan) ; cinquante autres personnes ont été sauvées par les pompiers.

- Dimanche 15 février 2009 : les garde-côtes ont ouvert le feu sur le navire New Star, battant pavillon du Sierra Leone avec dix marins chinois et six indonésiens à bord, et qui était entré  illégalement dans les eaux territoriales russes : « Il a été plusieurs fois demandé au capitaine du New Star de s'arrêter par radio, par signaux lumineux, par des signaux de drapeau et des tirs de semonce », les garde-côtes ont alors reçu l'ordre « d'ouvrir le feu sur le navire »  du Service fédéral de sécurité (FSB, ex-KGB), le bateau s'est arrêté après ces tirs mais 8 marins sont morts[12].

- Lundi 16 février 2009 : la production industrielle en Russie s'est écroulée de 16 % en janvier en glissement annuel, selon le service fédéral des statistiques Rosstat. Il s'agit de la plus forte baisse enregistrée depuis 15 ans pour cet indicateur. Cet indice s'était déjà effondré de 10,3 % en décembre 2008 alors que la hausse avait été de 6,3 % en 2007. Les autorités russes ont dit s'attendre à une stagnation ou à une légère récession économique en 2009, alors que les experts prédisent une franche baisse du produit intérieur brut russe. Mais dès le lendemain les autorités ont parlé de « franche récession ».

- Jeudi 19 février 2009 : la justice acquitte les trois principaux accusés tchétchènes d'avoir participé à l'assassinat de la journaliste Anna Politkovskaïa, tuée par balle le 7 octobre 2006 devant son appartement de Moscou. Le procès, qui avait débuté en novembre devant un tribunal militaire de Moscou, n'a pas suffi à faire toute la lumière sur l'assassinat de la journaliste. Le motif du crime et son commanditaire n'ont jamais été mis en évidence. Anna Politkovskaïa était l'une des rares journalistes à enquêter sur les violations des droits de l'homme et la corruption en Tchétchénie. Les jurés ont acquitté les deux frères tchétchènes, Djabraïl et Ibraguim Makhmoudov, qui étaient soupçonnés d'avoir surveillé les déplacements de Politkovskaïa et d'avoir conduit sur les lieux du crimes le tueur présumé, leur frère Roustam qui n'a jamais été arrêté. Le verdict d'acquittement concerne aussi l'ancien policier Sergueï Khadjikourbanov soupçonné d'avoir organisé la logistique de l'assassinat, et l'ex-agent des services spéciaux Pavel Riagouzov qui comparaissait pour des accusations d'extorsion qui n'étaient pas directement liées au meurtre.

- Samedi 21 février 2009 : 
  - le vice-ministre de l'Intérieur, Nikolaï Pankov reconnaît que 64 soldats russes ont péri durant le conflit en Géorgie entre le 6 et le 24 août 2008. Selon le général Pankoc, sept autres soldats sont morts « lors d'opérations de maintien de la paix tout juste avant et tout juste après ces dates ». Trois militaires sont toujours portés disparus, tandis que 283 soldats ont été blessés durant la courte guerre. L'État a versé cent mille dollars de compensation à chaque famille de victime.
  - Les enfants de la journaliste russe Anna Politkovskaïa, tuée en 2006 à Moscou, ne feront pas faire appel du verdict, après l'acquittement des quatre principaux suspects jeudi, annonce l'avocate de la famille Anna Stavitskaïa.

- Mardi 24 février 2009 : 
  - le gouvernement russe est en train de préparer une révision du budget 2009 afin de contenir son déficit sous les 8 % du PIB. Selon les médias, les coupes pourraient atteindre jusqu'à un tiers des budgets de certains ministères. Les dépenses du Kremlin doivent être réduites et 100 personnes sur les 1 500 employées seront limogées.
  -  Ingouchie : L'assistant du procureur en chef de la république, Akhmed Torchoïev, est tué par balle à Nazran, la capitale, par un inconnu qui a tiré sur la voiture où ils se trouvaient avec son épouse qui blessée aussi se trouve dans un état grave.

### Mars 2009
- Mardi 3 mars 2009 : 
  - Le premier convoi de matériel militaire américain pour les troupes de l'OTAN en Afghanistan a traversé la Russie et jusqu'à la frontière du Kazakhstan.
  -  Tchétchénie : Le président Ramzan Kadyrov annonce le versement de 50 000 roubles (près de 1 000 euros) « aux garçons qui naîtront dans la nuit du 8 au 9 mars, lorsque les musulmans célèbrent l'anniversaire du prophète Mahomet » mais il demande aux familles de donner à leurs fils le prénom de Mahomet, fondateur de l'islam. Un feu d'artifice est prévu dans la nuit à Grozny, avant une grande prière le matin dans la grande mosquée de la ville à cette occasion. Les autorités envisagent aussi de distribuer ce jour-là de la farine, du sucre et 5 000 roubles (109 euros) aux pauvres.

- Jeudi 5 mars 2009 : 
  - Le premier ministre, Vladimir Poutine, estime possible un nouvel arrêt des livraisons de gaz russe à l'Ukraine et à l'Europe, dont 80 % des livraisons transitent par l'Ukraine, au lendemain d'une opération inédite des services de sécurité ukrainiens au siège de la société Naftogaz à Kiev. Cette opération, au cours de laquelle les agents du SBU auraient tenté de saisir les originaux des contrats conclus le 19 janvier entre la société ukrainienne et Gazprom, marque une nouvelle aggravation du conflit entre le président ukrainien, Viktor Iouchtchenko, et son premier ministre, Ioulia Tymochenko.
  - Selon le directeur des services sanitaires, la tuberculose est la cause d'environ 25 000 personnes chaque année en Russie, alors que chaque année apparaissent de 117 000 à 120 000 nouveaux cas de tuberculose.

- Samedi 7 mars 2009 : 44 pêcheurs sur glace restés prisonniers de morceaux de banquise qui dérivaient sur l'océan près de l'île Sakhaline, dans l'Extrême orient russe, ont été secourus par les bateaux de secours. Les pêcheurs se trouvaient sur un pan de banquise qui s'est rompu en deux et a commencé à dériver sur l'océan Pacifique. Ils ont alors appelé à l'aide avec leurs téléphones portables.

- Mardi 10 mars 2009 : Le premier ministre, Vladimir Poutine, exprime des doutes sur le projet de gazoduc Nabucco, qui doit contourner la Russie, après la signature avec la Hongrie d'un accord de coopération dans le cadre du projet de gazoduc russo-italien South Stream : « En ce qui concerne d'autres itinéraires, je n'ai rien contre, mais Nabucco ne réduit pas le nombre de pays de transit mais l'augmente: Azerbaïdjan, Turquie, Géorgie […] Et cela n'est pas suffisant parce que Nabucco ne peut être alimenté sans l'Iran ». Le projet Nabucco, qui doit acheminer le gaz de la mer Caspienne vers l'Europe centrale en évitant la Russie, associe six pays. Il a jusqu'à présent peiné à démarrer faute de financement suffisant. Il est concurrencé par le projet russo-italien South Stream auquel la Hongrie est également associée, et qui a été jugé « plus prometteur » par le Conseil mondial de l'énergie.

- Mercredi 11 mars 2009 : Le FSB annonce avoir saisi 959 kg de haschisch lors du démantèlement d'une importante filière de trafic de drogue à Saint-Pétersbourg.

- Dimanche 15 mars 2009 : Le président Dmitri Medvedev estime que c'est  le moment pour les plus riches des hommes d'affaires russes, qui se  sont enrichis lors de la libéralisation de l'économie locale, de reconnaître leur responsabilité sociale, de mettre les intérêts de leurs salariés avant les leurs et  de rembourser ce qui est selon lui une « dette morale » en cette période de crise et « de nettoyage » : « Nulle part peut-être dans le monde le développement de l'esprit d'entreprise ne s'est fait aussi rapidement que dans notre pays […] et des gens sont devenus très riches sur une période de temps très courte […] Maintenant il est temps de rembourser les dettes, les dettes morales, parce que cette crise est un test de maturité ».

- Mardi 17 mars 2009 : La Russie a lancé le satellite européen GOCE, destiné à mieux connaître les courants océaniques, les mouvements tectoniques et le volcanisme, depuis la base de Plessetsk (nord).

- Mercredi 18 mars 2009 : La Russie décide d'interdire désormais la chasse des bébés phoques âgés de moins d'un an, qualifiée par le premier ministre Vladimir Poutine de « pratique sanguinaire ». L'actrice française, Brigitte Bardot, a remercié le premier ministre, son « président de cœur », pour son initiative en faveur des bébés phoques.

- Vendredi 20 mars 2009,  Daguestan : 3 militaires ont été tués et trois autres blessés lors d'une opération visant à neutraliser une quinzaine d'insurgés. Les rebelles ont perdu sept combattants. Les autres sont recherchés dans la zone montagneuse.

- Lundi 23 mars 2009,  Kraï de Krasnodar : L'ancien ministre Boris Nemtsov, candidat à la mairie de Sotchi — ville hôte des jeux Olympiques d'hiver en 2014 — et un des chefs de file de l'opposition libérale, a été aspergé au visage d'ammoniac par des inconnus. Ancien ministre de l'Énergie sous Boris Eltsine, il fut l'un des fondateurs du l'Union des forces de droite (SPS), un parti d'opposition au Kremlin qui n'existe plus depuis fin 2008. Dans une lettre ouverte publiée dans Novaïa Gazeta, Boris Nemtsov a estimé que la ville n'était « pas prête à supporter l'immense charge — en termes de construction, d'écologie, de transport et de migration — que constitue l'aménagement des infrastructures olympiques ».

- Mardi 24 mars 2009,  Kraï de Krasnodar : Multiplication des candidatures à la mairie de Sotchi — ville hôte des jeux Olympiques d'hiver en 2014 — 15 candidats déclarés pour jouer un rôle dans la préparation des JO, dont Alexandre Lebedev (49 ans), ex-agent du KGB devenu milliardaire et défenseur autoproclamé de la liberté de la presse, Alexandre Lebedev, a déposé aujourd'hui sa candidature à la mairie de Sotchi, qui accueillera les Jeux olympiques d'hiver en 2014.

- Jeudi 26 mars 2009 : Le prix Abel de mathématiques est attribué au Franco-russe Mikhaïl Leonidovich Gromov « pour ses contributions révolutionnaires à la géométrie ». Il est enseignant à l'université de New York (NYU).

- Vendredi 27 mars 2009 : La Russie va déployer des unités militaires et le Service fédéral de sécurité dans l'Arctique, région riche en hydrocarbures et convoitée par plusieurs pays. Cette stratégie pour l'Arctique a été approuvée par le président Dmitri Medvedev le 18 septembre 2008.

- Mardi 31 mars 2009 : Le vice-président du géant gazier Gazprom, Alexandre Medvedev, annonce une révision à la baisse de ses prévisions d'exportations de gaz naturel — 140 milliards de m3 au lieu de 170 — vers l'Europe ainsi que de son prix moyen pour 2009.

### Avril 2009
- Vendredi 3 avril 2009 : Le groupe norvégien de télécommunications Telenor est condamné en appel à payer 1,7 milliard de dollars de réparations à l'actionnaire minoritaire russe Farimex Products, pour avoir retardé l'entrée de l'opérateur russe Vimpelcom sur le marché ukrainien. La justice a saisi en mars la part de quelque 30 % qu'il détient dans Vimpelcom, une part dont la valeur correspond à peu près la somme exigée.

- Samedi 4 avril 2009 : Le président Dmitri Medvedev, se dit « irrité » par la lenteur du processus d'adhésion de la Russie à l'Organisation mondiale du commerce (OMC). Le principal négociateur russe, Maxime Medvedkov, espère que les négociations sur l'adhésion à l'OMC seront achevées « avant la fin de l'année ».

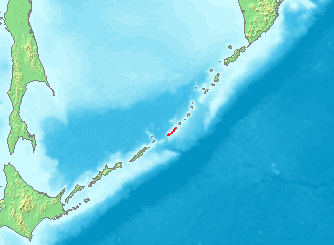
Les Kouriles avec Simushir en rouge

- Mardi 7 avril 2009 : Un fort séisme, de magnitude 7, est survenu au nord des Kouriles, un archipel de l'océan Pacifique au centre d'un conflit territorial entre la Russie et le Japon. La secousse s'est produite près de l'île inhabitée de Simushir à 295 km au nord-est de Kourilsk et à 1 515 km au nord-est de Tokyo.

- Vendredi 10 avril 2009 : 
  - Le vice-ministre russe de la Défense, Vladimir Popovkine, annonce l'acquisition prochaine de drones (avions sans pilote) auprès de l'État d'Israël.
  - La société publique russe d'armements, Rosoboronexport, annonce avoir livré à l'exportation en 2008 des armes pour un montant de 6,725 milliards de dollars, tandis que son volume de commandes d'exportation a atteint un niveau de 27 milliards de dollars. Selon son directeur, « la Russie s'est solidement installée en seconde position dans le classement des exportateurs mondiaux les plus importants d'armements et d'équipements militaires » derrière les États-Unis et loin devant les pays européens. Pour 2008, les matériels aéronautiques constituent plus de la moitié des exportations d'armement de la Russie.

- Jeudi 16 avril 2009,  Tchétchénie : Le comité antiterroriste russe met fin officiellement à dix ans d'opérations antiterroristes dans la république caucasienne de Tchétchénie sur ordre du président Dmitri Medvedev. La décision est approuvée par le président tchétchène, Ramzan Kadyrov : « La république de Tchétchénie, comme le reconnaissent des milliers de visiteurs […] est un secteur pacifique qui se développe et la levée de l'opération antiterroriste ne peut qu'y permettre la croissance économique ». « Plus de 20 000 militaires des troupes russes » vont pouvoir se retirer.

- Lundi 20 avril 2009 : Le président russe Dmitri Medvedev annonce que la Russie présente des propositions pour une nouvelle charte mondiale de l'énergie afin de remplacer un traité de 1991, dit « Charte de l'énergie », visant à améliorer la sécurité des approvisionnements énergétiques et à optimiser la production, le transport et la distribution de l'énergie. Cette charte signée depuis 1994 par 49 pays et l'Union européenne, n'a jamais été ratifiée par la Russie. Cette proposition, destinée à encadrer les conflits énergétiques entre les pays, sera envoyée au G20, à l'Union européenne et aux pays de l'ex-URSS.

- Lundi 27 avril 2009 : Tireur fou à Moscou. Le commandant de la police du quartier de Tsaritsino (sud de la capitale) abat par balles sans raison apparente trois personnes et en blesse six autres.

- Mardi 28 avril 2009 : Mort à Moscou de la danseuse étoile Ekaterina Maximova (70 ans), vedette du Bolchoï. Elle fut pendant plus de 30 ans, l'épouse et la partenaire du danseur Vladimir Vassiliev.

### Mai 2009
- Dimanche 3 mai 2009,  Oblast d'Irkoutsk : Une explosion de gaz survenue dans un immeuble d'Irkoutsk cause la mort de 8 personnes et en blesse 7 autres, à la suite de l'effondrement du bâtiment.

- Vendredi 8 mai 2009 : Le président Dmitri Medvedev dénonce les tentatives croissantes de « falsifications historiques » sur le rôle qu'a joué la Russie dans la victoire alliée contre l'Allemagne nazie lors de la Seconde Guerre mondiale et contre lesquelles existe un projet de loi prévoyant des poursuites pénales en cas de révisionnisme. La Russie dénonce la position des pays baltes qui jugent avoir été occupés par l'armée soviétique et non libérés. Certains héros nationalistes et résistants anti-communistes ukrainiens sont aussi considérés par les Russes comme des collaborateurs nazis.

- Dimanche 10 mai 2009 :
  - Dans la nuit de samedi à dimanche, un gazoduc en excès de pression s'enflamme dans le sud-est de Moscou. Les flammes ont atteint 200 mètres de hauteur et 5 personnes ont été blessées. Les accidents de ce type restent fréquents en ex-URSS du fait du vieillissement des installations.
  - La Russie remporte le Championnat du monde de hockey sur glace à Berne.

- Jeudi 14 mai 2009 : Le président Dmitri Medvedev estime que les « premiers symptômes d'amélioration » de la situation économique sont perceptibles en Russie, alors que le pays a été très durement affecté par la crise financière, avec en prévision une chute du PIB de 6 %.

- Samedi 16 mai 2009 :
  - La police est intervenue violemment à Moscou pour arrêter 40 personnes participant à la marche des fiertés interdite par les autorités. Les forces de police sont intervenues quelques heures avant la tenue dans la capitale russe de la finale de la 54e édition de l'Eurovision de la chanson. Le maire de Moscou Iouri Loujkov a déclenché un tollé international en qualifiant l'homosexualité de « satanique ». La mairie de Moscou est farouchement opposée au mouvement gay et interdit régulièrement tout défilé consacré à sa cause.
  - Le Norvégien Alexander Rybak, avec son conte de fée (Fairytale), a gagné la 54e édition de l'Eurovision qui s'est déroulée à Moscou, devançant l'Islande et l'Azerbaïdjan[13].

- Mercredi 20 mai 2009,  Ingouchie : Un attentat à l'explosion à Nazran cause la mort d'un responsable du FSB en Ingouchie.

- Vendredi 22 mai 2009 :
  - À l'issue du sommet bi-annuel avec l'Union européenne, organisé à Khabarovsk, le président Dmitri Medvedev a mis en garde contre une nouvelle guerre du gaz, émet « des soutes sur les capacités de paiement de l'Ukraine » pour ses achats de gaz russe et souligne l'« intérêt » des pays européens à « garantir » leur « sécurité énergétique » : « Dans cette situation, les partenaires aident leurs partenaires, et nous sommes prêts à aider l'État ukrainien mais nous aimerions que l'UE assure une partie significative de ce travail ».
  - À l'issue d'une rencontre à Astana avec le premier ministre ukrainien Ioulia Tymochenko, le premier ministre Vladimir Poutine se dit prêt à aider financièrement l'Ukraine pour prévenir une nouvelle guerre du gaz et accuse le président ukrainien Viktor Iouchtchenko de bloquer la recherche d'une solution. Selon lui, la présence de gaz dans les dépôts pourrait éviter la répétition de conflits comme celui de janvier 2009 qui a privé l'Europe pendant deux semaines du gaz russe transitant par l'Ukraine. La Russie pourrait « participer » financièrement aux efforts ukrainiens et a suggéré la possibilité d'avancer de l'argent à Kiev en payant dès à présent le transit de gaz russe via l'Ukraine pour les cinq ans à venir, mais il estime que « les risques pour les Russes sont très importants compte tenu de la prochaine élection présidentielle en Ukraine »[14].
  - Premier cas avéré de grippe H1N1 sur un Russe de retour des États-Unis.

- Mardi 26 mai 2009 : Selon le vice-ministre du Développement économique, Andreï Klepatch, la Russie est très dépendante de ses exportations d'hydrocarbures et a vu son PIB chuter de 10,5 % en avril.

- Vendredi 29 mai 2009 :
  - Le premier ministre Vladimir Poutine propose à l'Union européenne de créer un pool international pour financer les achats de gaz russe par l'Ukraine et éviter ainsi une nouvelle crise gazière.
  - Les autorités démantèlent, dans le nord-ouest, un réseau international de trafiquants de composants pour des systèmes de défense antimissile S-75, S-125, S-200, S-300 vers la Biélorussie, l'Ukraine, la Bulgarie et le Kazakhstan. Une dizaine de personnes ont été arrêtées dont des militaires russes, anciens ou encore en activité, ainsi que des ressortissants biélorusses et ukrainiens.
  - Troisième cas de grippe H1N1 confirmé sur une citoyenne biélorusse en voyage d'affaires à Moscou en provenance de New York.

- Dimanche 31 mai 2009 :
  - Le chef du Parti national-bolchevique, Édouard Limonov et une quinzaine de membres de sa formation ont été interpellés à Moscou au cours d'une manifestation non autorisée contre le premier ministre.
  - Le coureur cycliste Denis Menchov (31 ans), de la Rabobank, remporte le Tour d'Italie cycliste à l'issue de la dernière étape.

### Juin 2009
- Mardi 2 juin 2009 : Le patron de Gazprom, Alexeï Miller, après une rencontre avec le chef de la société ukrainienne des hydrocarbures Naftogaz, Oleg Doubina, exprime son doute sur la capacité de l'Ukraine de payer le gaz consommé en mai d'ici au 7 juin.

- Mercredi 3 juin 2009 : Selon l'ONG Transparency International, près d'un Russe sur trois reconnaît avoir versé au moins un pot-de-vin l'année dernière[C'est-à-dire ?], soit 29 % des personnes interrogées, en augmentation de 12 % par rapport à l'année précédente. La justice, la police, la santé publique, l'éducation et le cadastre seraient les secteurs les plus gangrenés par la corruption[15].

- Jeudi 4 juin 2009 : La Russie et l'Union européenne, — à la suite de discussions entre la commissaire européenne au Commerce, Catherine Ashton et la ministre russe du Développement économique, Elvira Nabioullina — sont convenues lors du Forum économique de Saint-Pétersbourg que l'adhésion de la Russie à l'Organisation mondiale du commerce devait avoir lieu « avant la fin de l'année ». Le président, Dmitri Medvedev, s'était dit début avril « irrité » par la lenteur du processus d'adhésion de la Russie à l'OMC. L'adhésion avait été remise en cause en août 2008 après l'intervention de l'armée russe en Géorgie[16].

- Samedi 13 juin 2009,  Tchétchénie : Deux policiers ont été tués lors d'affrontements avec un groupe de 15 combattants tchétchènes dans l'Est. Un juge et un ex-vice premier ministre ont récemment été assassinés en Ingouchie tandis qu'au Daguestan le ministre de l'Intérieur a été abattu.

- Lundi 15 juin 2009 :  La Russie a exercé son droit de veto au Conseil de sécurité des Nations unies et mis fin à une mission de 130 observateurs du cessez-le-feu et une dizaine de policiers en Géorgie et dans la région séparatiste d'Abkhazie, qui existait depuis près de 16 ans. Le veto russe coupe court au projet de poursuivre la mission onusienne encore six mois, malgré le vote favorable de 10 pays sur 15 au Conseil. Le mandat de l'ONU a pris fin immédiatement à minuit[17].

- Mardi 16 juin 2009 : Le géant gazier Gazprom annonce un total d'investissements 2009 pour 920 milliards de roubles (21,25 milliards d'euros) dont 637 milliards (14,71 milliards d'euros) en dépenses en capital. Pour permettre ces économies, la mise en exploitation du vaste gisement de gaz condensé de Bovanenkovski dans la péninsule de Iamal (grand nord) est repoussée à 2012. Ce gisement contient 4 900 milliards de mètres cubes de gaz, pour une production annuelle qui atteindra 140 milliards de mètres cubes à moyen terme.

- Mercredi 17 juin 2009 :
  - Un avion militaire Su-24 s'est écrasé sur la piste de l'aérodrome de Montchegorsk (région de Mourmansk). Ses deux pilotes ont pu s'éjecter à temps de l'appareil et sont saufs. L'accident serait dû à une déficience technique.
  - Le président chinois Hu Jintao est en Russie pour rencontrer Vladimir Poutine et Dimitri Medvedev et renforcer les liens économiques et diplomatiques. La Chine et la Russie aimeraient notamment que leurs monnaies respectives, le yuan et le rouble, jouent un plus grand rôle sur la scène mondiale, Moscou estimant que le dollar, en tant que monnaie de réserve, n'avait pas joué son rôle dans le contexte de la crise économique et financière.
  - Selon Gazprom, les livraisons de gaz russe à la société chinoise CNPC (China National Petroleum Corporation), dans le cadre du projet Altaï, ne débuteront pas comme prévu en 2011 en raison de désaccords sur les prix. Ce dernier projet prévoit l'acheminement de gaz russe via deux itinéraires, un partant de Sibérie occidentale et l'autre des gisements de l'île de Sakhaline, en Extrême-Orient russe.

- Samedi 20 juin 2009 : Le président Dmitri Medvedev annonce que la Russie est prête à réduire son arsenal nucléaire « bien au-delà de ce que prévoit START I ».

- Lundi 22 juin 2009 : Le Premier ministre, Vladimir Poutine, annonce que la Russie est prête à accorder un crédit de 500 millions de dollars à la Moldavie, ex-république soviétique, en proie à une crise politique et économique.

- Mardi 22 juin 2009 :
  - La Banque mondiale prévoit une chute de 7,9 % du produit intérieur brut russe en 2009, soit presque deux fois plus que son précédent pronostic, en raison de la crise mondiale, de la baisse de la production industrielle et des investissements.
  - La Russie a « officiellement » lancé les négociations en vue d'une future adhésion à l'OCDE, en remettant un « mémorandum précisant où elle se situe par rapport aux règles et pratiques politiques qui forment les critères de base de l'appartenance à l'Organisation ». La Russie sera à présent soumise à « un examen détaillé » et devra se conformer aux quelque 200 standards légaux de l'OCDE, une organisation qui réunit les nations riches de la planète. Le processus avait connu un coup de froid en septembre 2008, après l'intervention russe en Géorgie.

- Samedi 27 juin 2009 : Le ministre russe des Affaires étrangères Sergueï Lavrov déclare à l'issue d'une réunion du Conseil Otan-Russie que la reconnaissance par la Russie des républiques sécessionnistes de Géorgie est « irréversible ».

### Juillet 2009
- Mercredi 1er juillet 2009 : Mort de la chanteuse soviétique populaire Lioudmila Zykina (80 ans).

- Lundi 6 juillet 2009 :
  - Le président américain Barack Obama est arrivé à Moscou pour une visite de trois jours destinée à tourner les « pages difficiles » de ces dernières années et à relancer les relations bilatérales.
  - Mort de l'écrivain Vassili Axionov (76 ans), ancien dissident exilé aux États-Unis à l'époque soviétique. Il était l'auteur d'« Une saga moscovite » (1994).

- Mercredi 8 juillet 2009 : Le secrétaire américain au Commerce, Gary Locke, a estimé à Moscou que le nouveau projet de la Russie d'adhérer à l'OMC au sein d'une union douanière avec le Kazakhstan et la Biélorussie était irréalisable. À la surprise générale, le premier ministre Vladimir Poutine avait annoncé en juin que Moscou, Minsk et Astana allaient parachever leur union douanière et présenter une candidature commune à l'OMC, mettant ainsi un terme au long processus d'adhésion individuelle de chacun des trois pays.

- Vendredi 10 juillet 2009 :
  - Le président russe Dmitri Medvedev estime qu'il est « plus simple et plus réaliste » pour la Russie d'adhérer à l'Organisation mondiale du commerce (OMC) par elle-même plutôt que par le biais d'une union douanière avec le Belarus et le Kazakhstan.
  - République de Carélie : Un militant russe des droits de l'homme, Andreï Koulaguine, de l'ONG Spravedlivost (Justice), a été retrouvé mort deux mois après sa disparition depuis le 14 mai. Il « visitait les prisons et enquêtait sur les violations des droits des prisonniers ». Son corps a été trouvé dans une carrière de sable près de Petrozavodsk (capitale de la Carélie).

- Mercredi 15 juillet 2009 : Nouvel échec du test du nouveau missile intercontinental Boulava (SS-NX-30 dans la classification de l'Otan), censé devenir le fleuron de des forces stratégiques russes, jetant une ombre sur sa capacité de modernisation et de dissuasion nucléaire. Lancé en mer Blanche depuis le croiseur sous-marin « Dmitri Donskoï », il s'est désintégré en vol à la suite d'une défaillance au premier étage de la fusée. Il s'agit du quatrième essai en échec. Le Boulava a une portée de 8 000 kilomètres et peut être équipé de dix ogives nucléaires hypersoniques de 100 à 150 kilotonnes à trajectoire indépendante[18].

- Lundi 20 juillet 2009 : Le chômage a continué de reculer en juin, s'établissant à 6,3 millions de personnes, soit 8,3 % de la population active. Quelque 1,8 million de personnes ont touché en juin une allocation de chômage. La population active en Russie s'élevait en juin à 76,1 millions de personnes, soit plus de 53 % de l'ensemble de la population du pays.

- Mercredi 22 juillet 2009 :
  - Oblast de Volgograd : Un hélicoptère MI-8 survolant un gazoduc s'est écrasé dans la région de Volgograd tuant 6 des 8 passagers.
  - Après le nouvel échec du cinquième essai de lancement du missile intercontinental russe « Boulava », le responsable technique du projet Iouri Solomonov, directeur de l'Institut moscovite de Thermotechnique, a présenté sa lettre de démission. D'une portée de 8 000 kilomètres, le Boulava (SS-NX-30 dans la classification de l'Otan) peut être équipé de dix ogives nucléaires. Il doit équiper les sous-marins nucléaires lanceurs d'engins russe de 4e génération qui sont en construction[19].

- Vendredi 24 juillet 2009, Oblast de Rostov : La collision entre un camion-citerne transportant de l'essence et un bus à hauteur du village de Samarskoe (60 km de Rostov-sur-le-Don) a causé la mort de 25 personnes.

- Mardi 28 juillet 2009 :
  - Selon une source diplomatique russe, l'intégration d'observateurs américains à la mission de surveillance de l'Union européenne en Géorgie mettrait de l'huile sur le feu dans la région et pèserait sur les relations russo-américaines.
  - Oblast de Samara : Le constructeur automobile Avtovaz prévoit de suspendre temporairement sa production et annonce des suppressions d'emplois dans l'usine de Togliatti et chez les sous-traitants.
  - Signature à Caracas entre le président Hugo Chávez et le vice-premier ministre russe Igor Sechin d'un accord de coopération militaire de défense. L'accord prévoit un renforcement des échanges entre les armées des deux pays, la vente d'armements, la mise en place de manœuvres conjointes et le transfert de technologies. La Russie a déjà vendu au Venezuela 24 avions de chasse Soukhoï, 50 hélicoptères de combat et 100 000 fusils d'assaut kalachnikov[20].
  -  Tchétchénie : Quatre rebelles ont été tués par des troupes du ministère russe de l'Intérieur dans une région montagneuse et boisée, près du village de Tangui-Tchou (district d'Ourous-Martanovski).
  -  Ingouchie : Attentat à la bombe près de la maison du maire de Magas sans faire de victimes[21].

- Vendredi 31 juillet 2009 : Le chef du Parti national-bolchevique Edouard Limonov et trois de ses collaborateurs ont été interpellés à Moscou avant une manifestation non autorisée, destinée à réclamer la démission du président Dmitri Medvedev et du premier ministre Vladimir Poutine.

### Août 2009
- 17 août 2009 : explosion à la centrale de Saïano-Chouchensk : 67 morts, panne de courant importante et marée noire.

### Septembre 2009
- Jeudi 17 septembre 2009 : Le président Barack Obama annonce l'abandon du projet d'installation d'un bouclier antimissile en Pologne et en République tchèque et son remplacement par un nouveau projet de batteries de missiles antimissiles de courte et moyenne portée. Le président Dmitri Medvedev salue cette décision comme « responsable » et le 19, la Russie renonce à déployer des missiles Iskander à Kaliningrad.

### Novembre 2009
- Mercredi 25 novembre 2009 : Le premier ministre Vladimir Poutine est en France pour négocier des accords sur le gaz, le pétrole, l'environnement et les hautes technologies.

- Vendredi 27 novembre 2009 : Un attentat à la bombe provoque le déraillement du train entre Moscou et Saint-Pétersbourg faisant 39 morts et de très nombreux blessés.

### Décembre 2009
- 5 décembre : attentat de Iessentouki (kraï de Stavropol) : une explosion dans un train de banlieue a tué au moins 46 personnes et en a blessé plus de 170 autres[22].